# Uvea Museum Association
Uvea Museum Association est un musée privé sur l'île de Wallis, dans le territoire français d'outre-mer de Wallis et Futuna. Situé dans le centre commercial de Mata Utu, il relate l'histoire de Wallis-et-Futuna pendant la Seconde Guerre mondiale. Les visites se font uniquement sur rendez-vous. Le musée a été fondé par Eric Pambrun et Christophe Laurent en 2006.
Sa collection comprend des objets qui reflètent l'histoire de Wallis pendant la Seconde Guerre mondiale. La collection comprend notamment le premier film 16 mm tourné sur l'île, qui enregistre une danse faka Niutao en 1943. Plusieurs objets de la collection ont été donnés par des vétérans américains qui ont servi à Wallis.
Le musée a prêté des objets de sa collection à d'autres institutions : une bouteille de Coca-Cola de 1942 abandonnée par les troupes américaines lors de leur occupation de l'île a notamment été prêtée au Musée du Vivant-AgroParisTech.